# Gregg Allman
Gregory Lenoir Allman, conosciuto dal pubblico come Gregg Allman (Nashville, 8 dicembre 1947 – Richmond Hill, 27 maggio 2017), è stato un cantante, tastierista e chitarrista statunitense di blues rock, famoso per aver fondato la Allman Brothers Band insieme al fratello Duane Allman.

## Biografia
Gregg Allman è stato introdotto nella Rock and Roll Hall of Fame nel 1995 in quanto membro della Allman Brothers Band ed ha ricevuto un Lifetime Achievement Award dalla Georgia Music Hall of Fame nel 2006. Il caratteristico tratto southern della sua voce gli ha permesso di essere proclamato la settantesima migliore voce di tutti i tempi da Rolling Stone.
Muore il 27 maggio 2017 per un tumore al fegato all'età di 69 anni. Dal 1976 al 1979 è stato sposato alla popstar Cher, con la quale ha avuto un figlio, Elijah Blue Allman.

## Discografia

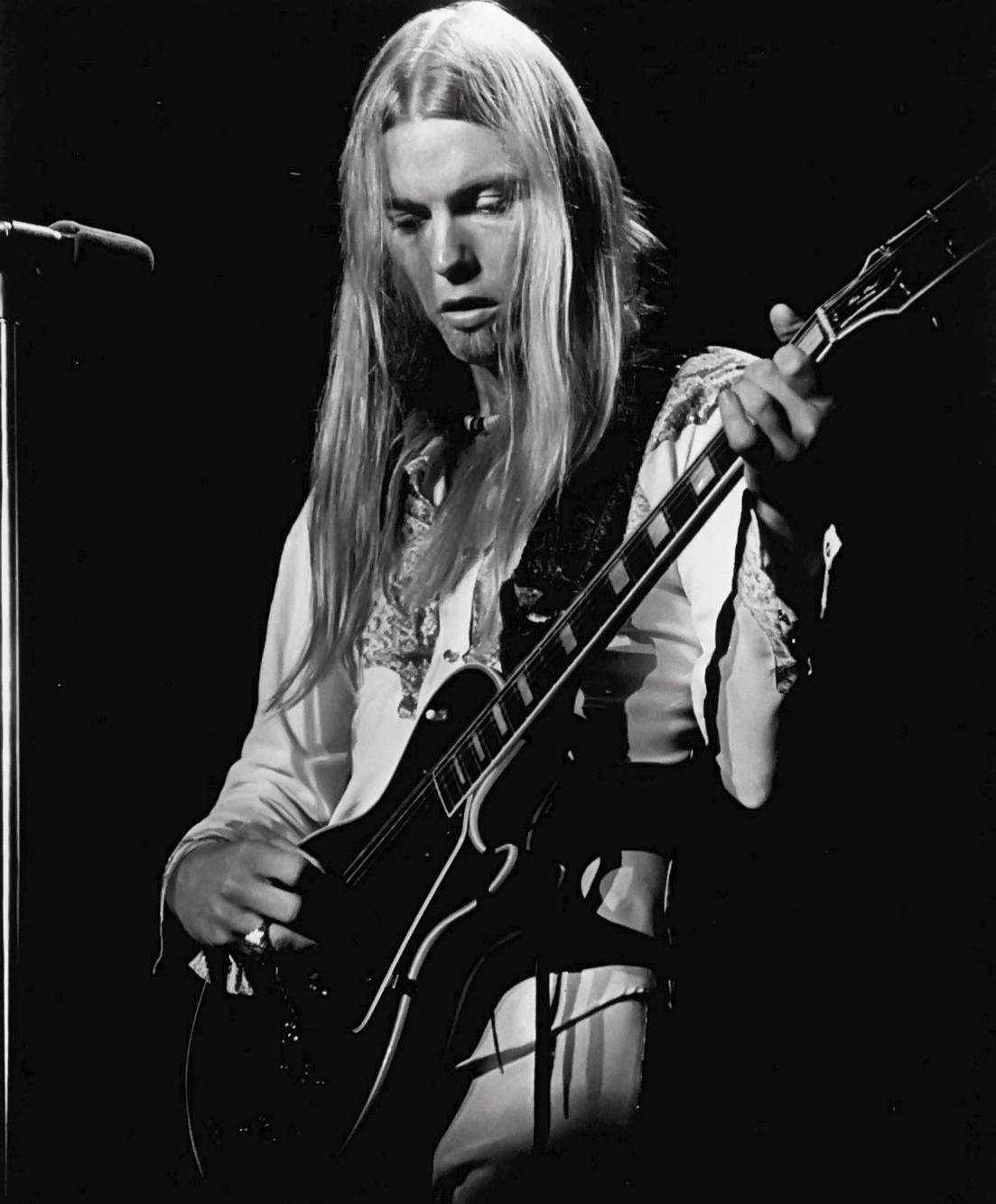
Gregg Allman nel 1975

- 1972 - Duane & Greg Allman (Bold Records)
- 1973 - Gregg & Duane Allman (Springboard Records)
- 1973 - Laid Back (Capricorn Records)
- 1974 - The Gregg Allman Tour (Capricorn Records)
- 1977 - Playin' Up a Storm (Capricorn Records)
- 1977 - Two the Hard Way (Warner Bros. Records) con Cher
- 1986 - I'm No Angel (Epic Records)
- 1988 - Just Before the Bullets Fly (Epic Records)
- 1997 - Searching for Simplicity (550 Music Records)
- 1997 - One More Try: An Anthology (capricorn Records) doppio CD
- 2002 - 20th Century Masters: The Millennium Collection (Mercury Records) Raccolta
- 2002 - No Stranger to the Dark: The Best of Gregg Allman (Epic Records)
- 2011 - Low Country Blues (Rounder Records)
- 2014 - All My Friends: Celebrating the Songs and Voice of Gregg Allman[4][5][6]
- 2017 - Southern Blood  (Concord/ Rounder 2017)